# Округ Шеридан (Канзас)
Округ Шеридан (енгл. Sheridan County) је округ у америчкој савезној држави Канзас. По попису из 2010. године број становника је 2.556. Седиште округа је град Хокси.

## Демографија
Према попису становништва из 2010. у округу је живело 2.556 становника, што је 257 (9,1%) становника мање него 2000. године.
| Група             | 2000.         | 2010.         |
| Белци             | 2.753 (97,9%) | 2.436 (95,3%) |
| Афроамериканци    | 4 (0,1%)      | 3 (0,1%)      |
| Азијати           | 2 (0,1%)      | 5 (0,2%)      |
| Хиспаноамериканци | 41 (1,5%)     | 84 (3,3%)     |
| Укупно            | 2.813         | 2.556         |